# حلمسی
حلمسی، روستایی در دهستان گاوینه‌رود بخش صومعه شهرستان ترکمانچای در استان آذربایجان شرقی ایران است.
این روستا دارای دو رودخانه به نام های دربند سوی که در شرق روستا واقع شده 
و در قسمت غربی روستا به نام حلمسی چای وجود دارد 
در زمان قدیم تر به این رودخانه اشنار چای میگفتند که نام اشتباهی بود زیرا سرچشمه این رودخانه زیر نظر روستای حلمسی است 
و از کوه های بزقوش سرچشمه میگیرد .
محصولات این روستا سیب و گلابی و گردو و زرد الو و الو و گیلاس و ...میباشد 
این روستا از لحاظ گردشگری جاذبه های بسیار دیدنی ای نیز دارد از جمله ابشار های متعددی که در بالادست روستا وجود دارد 
و دشت هایی که بسیار چشم نوازند.
همچنین این روستا دارای مناطق تاریخی و باستانی و ثبت شده در سازمان میراث فرهنگی از جمله  کهنه قبرستان و قلعه عباس است 

## جمعیت
بر پایه سرشماری عمومی نفوس و مسکن در سال ۱۳۹۵، جمعیت این روستا برابر با ۵۸۲ نفر (۱۸۶ خانوار) بوده است.

## نگارخانه

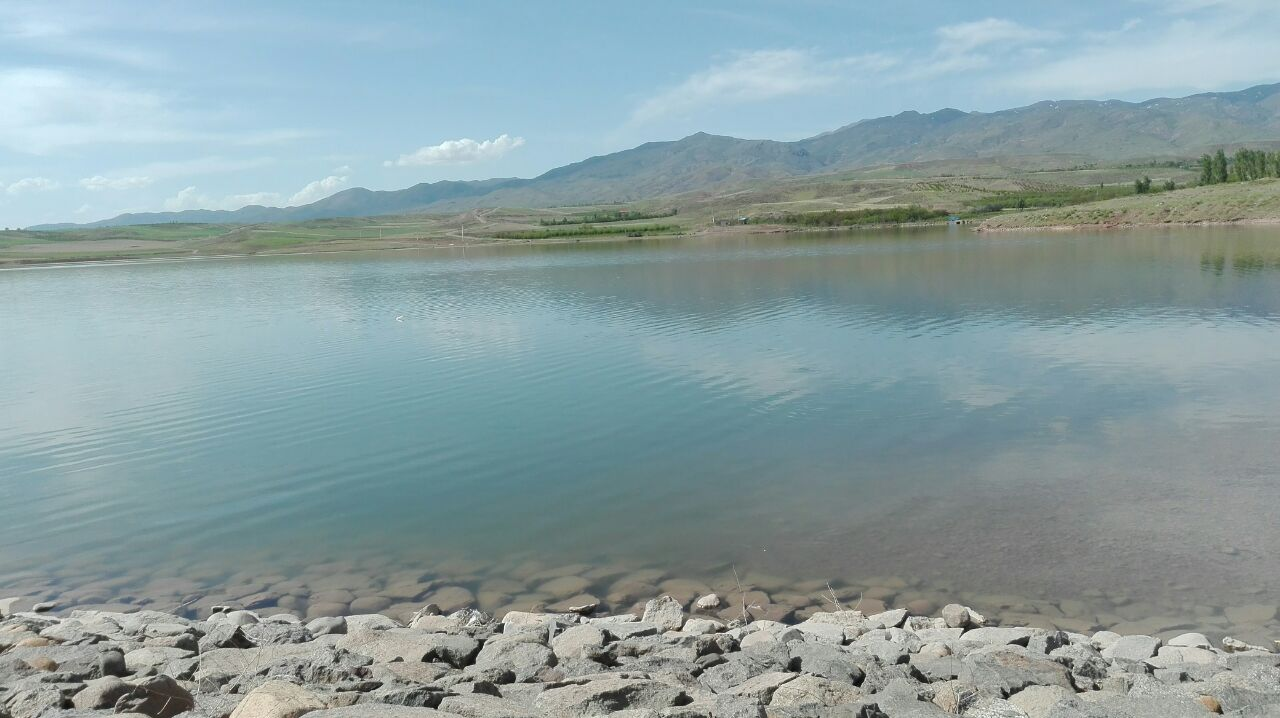
سد روستای حلمسی

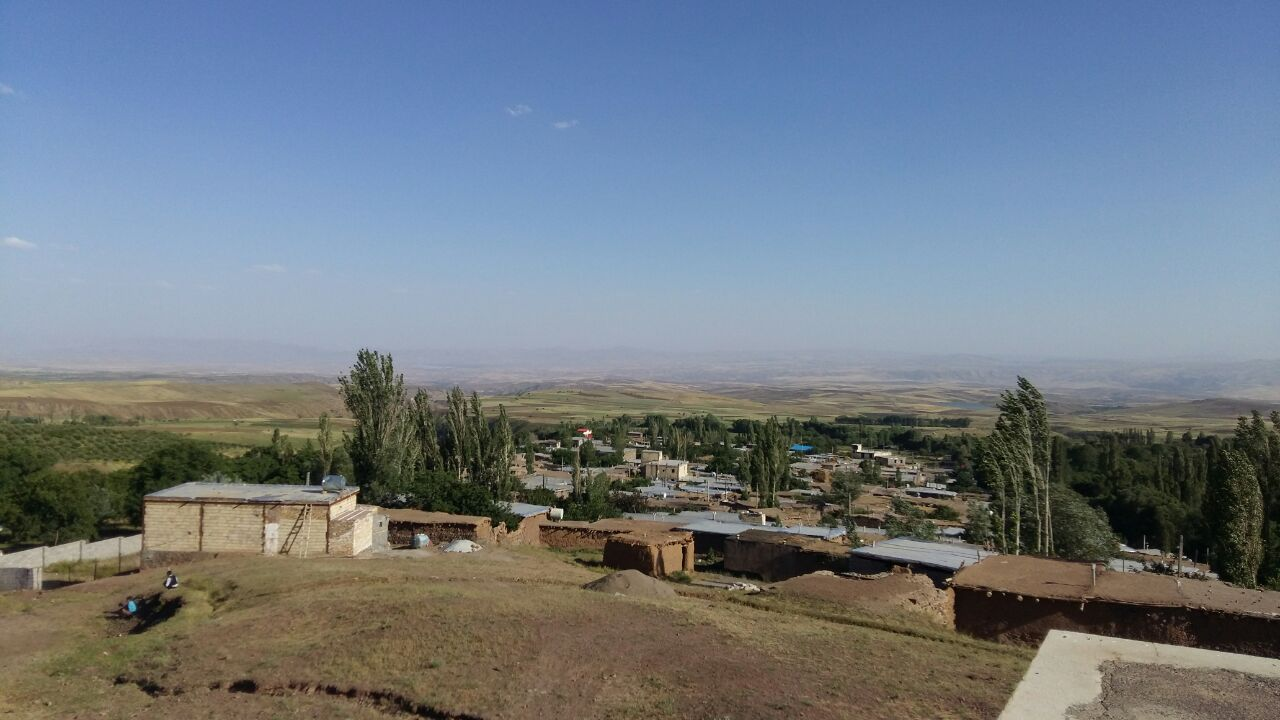
نمای کلی از روستای زیبای حلمسی

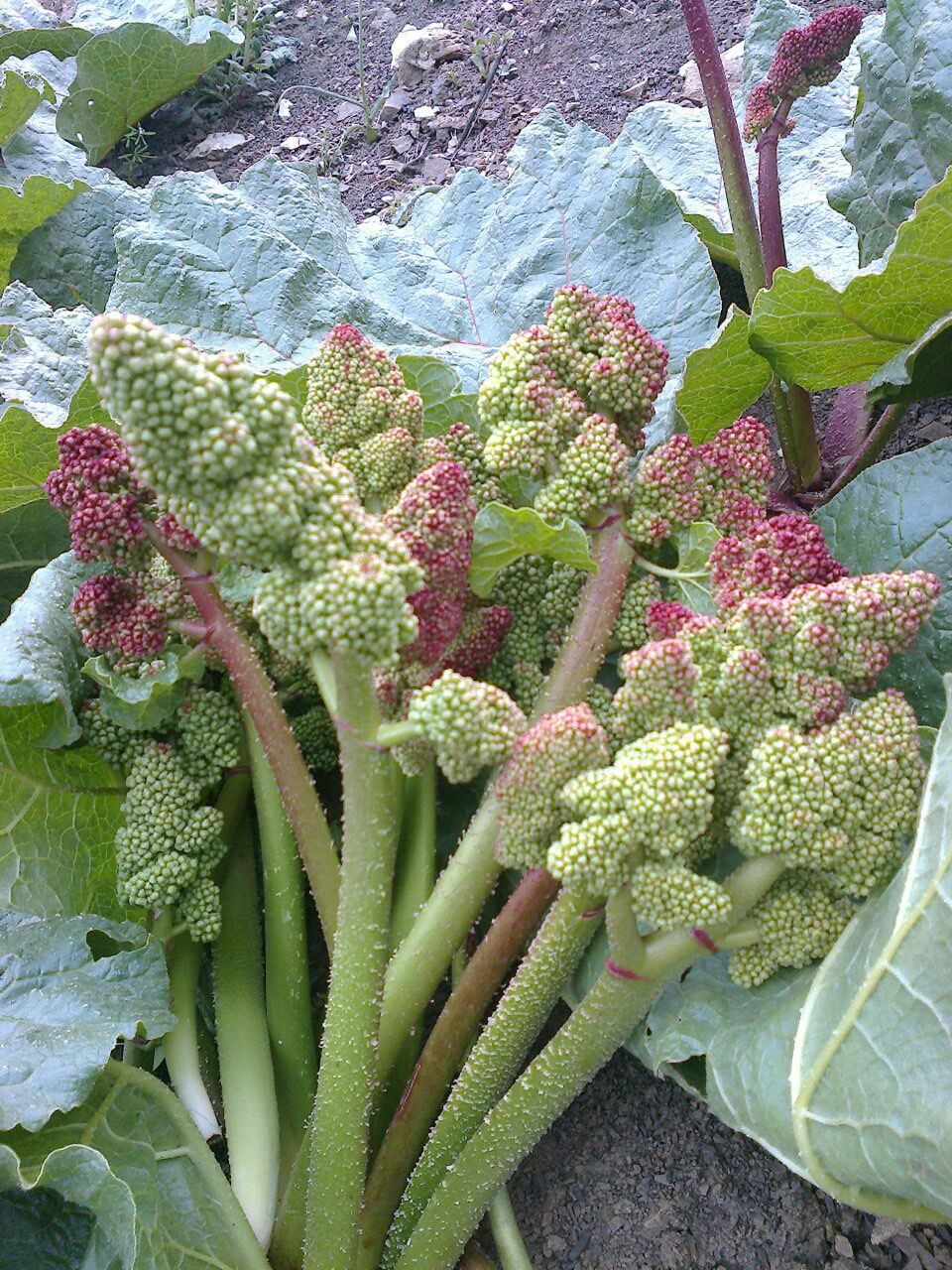
ریواس کوهی روستای حلمسی

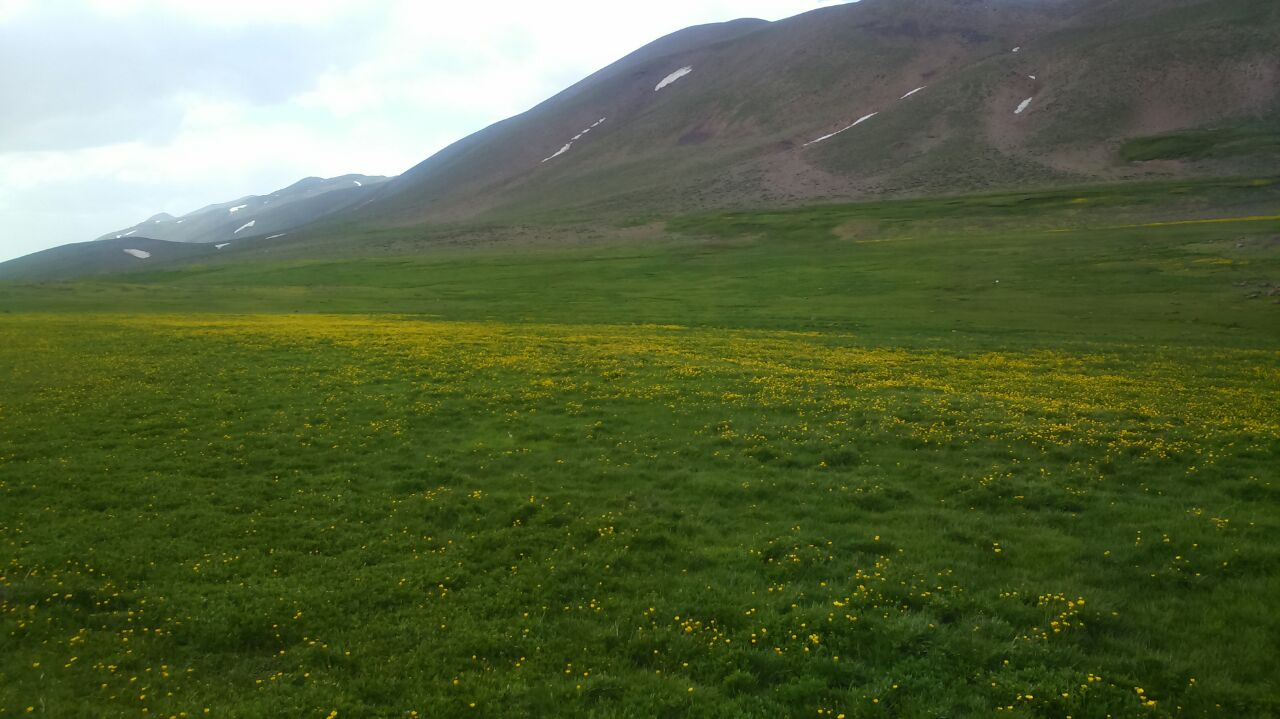
دشت های بالادست روستای حلمسی

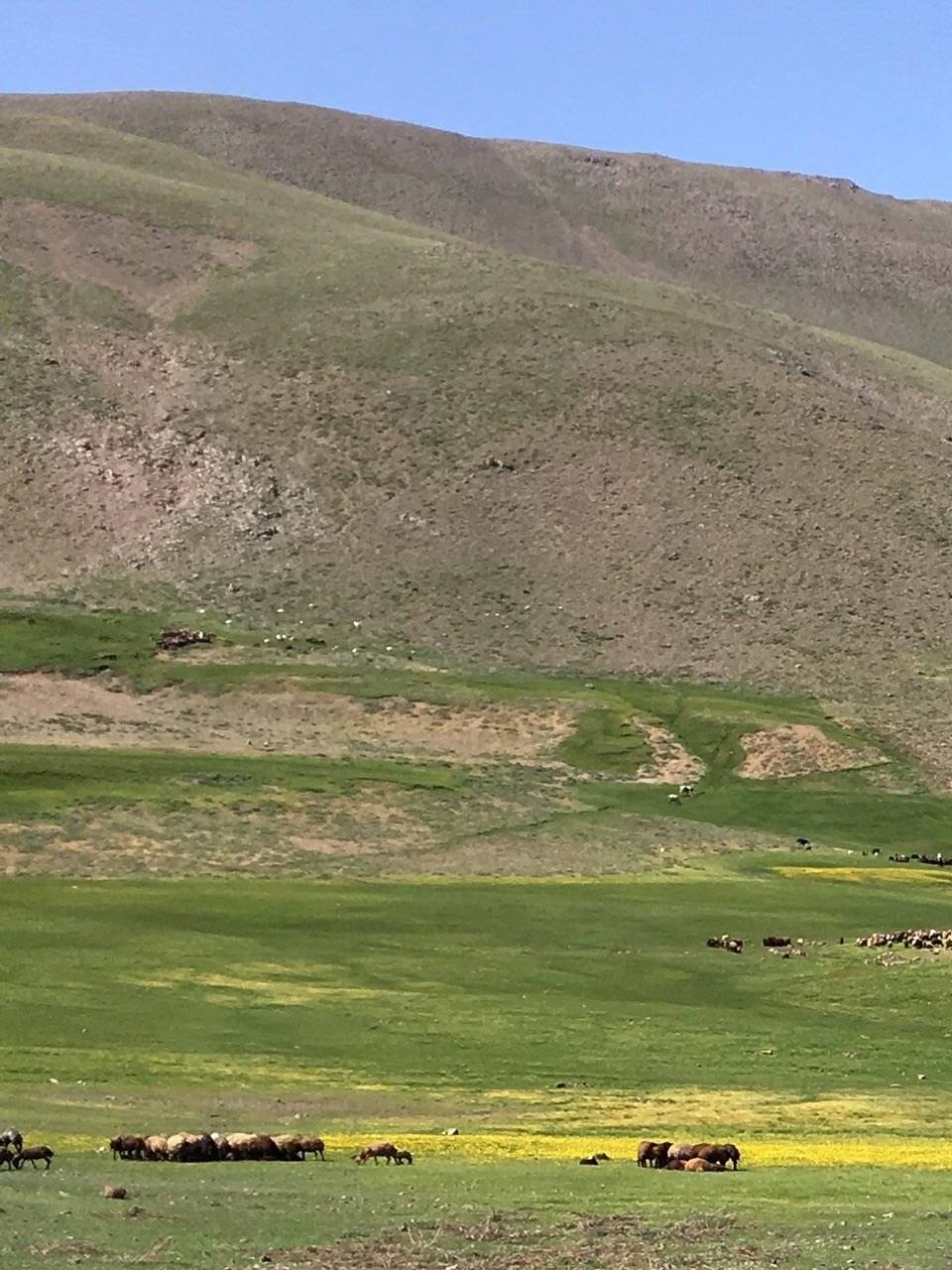
گوسفندان در حال چرا در دشت های بالادست روستای حلمسی

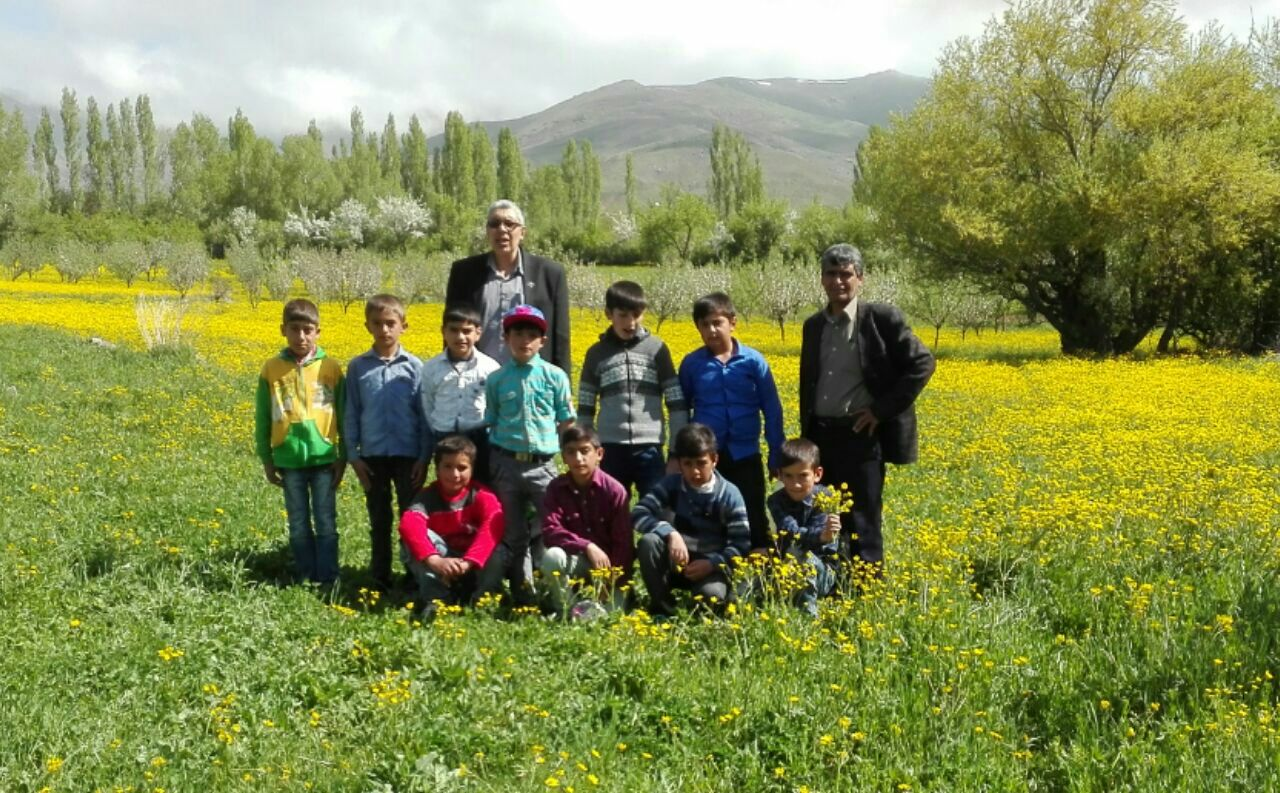
کودکان روستای حلمسی